# Гуаякиль Сити
«Гуаяки́ль Си́ти» (исп. Guayaquil City Fútbol Club) — эквадорский футбольный клуб из города Гуаякиль, второго по значимости города Эквадора. На данный момент выступает в серии А, сильнейшем футбольном дивизионе страны.

## История
Футбольный клуб «Гуаякиль Сити» был основан 7 сентября 2007 года под эгидой футбольного клуба «Ривер Плейт», для отбора талантливой эквадорской молодежи в именитый аргентинский клуб. Команда называлась «Ривер Плейт Эквадор». Клубные цвета были точно такие же, как и у команды из Буэнос-Айреса. В 2008 году команда дебютировала в третьей по значимости эквадорской лиге. По окончании сезона 2009 года команда заняла второе место, которое дало ей право продвинуться в Серию B. В 2010 году партнёрские отношения с аргентинским клубом прекратились и эквадорский клуб стал полностью независимым, в связи с чем сократилось его название — до «Ривер Эквадор». Несмотря на это клуб продолжил использовать цвета аргентинского «Ривер Плейта». Сезон 2014 года команда закончила на второй строчке, что позволило в 2015 году дебютировать в сильнейшей футбольной лиге Эквадора.
11 июля 2017 года было объявлено о переименовании клуба «Ривер Эквадор» в «Гуаякиль Сити». Клубные цвета сменились на небесно-голубые. По итогам чемпионата Эквадора 2018 года «Гуаякиль Сити» должен был покинуть элитный дивизион, финишировав на последнем месте. Однако из-за расширения лиги до 16 команд «Гуаякиль Сити» сумел сохранить место в Серии A в 2019 году.

## Стадион
До 2015 года домашние матчи команда проводила на небольшом стадионе «Форталеса», вмещающем 1,7 тыс. зрителей. В 2015 году, дебютировав в эквадорской серии А команда переехала на новый стадион «Кристиан Бенитес», построенный в 2014 году. Вместимость составляет 10 150 зрителей. Стадион носит имя одного из лучших эквадорских футболистов последних лет Кристиана Бенитеса, скоропостижно скончавшегося в 2013 году в возрасте 27 лет. Это первый стадион в Гуаякиле, не имеющий сетки безопасности.